# 薩默菲爾德鎮區 (密歇根州門羅縣)
薩默菲爾德鎮區（英語：Summerfield Township）是位於美國密歇根州門羅縣的一個行政鎮區。

## 地方資料
薩默菲爾德鎮區的面積為109.63平方千米，當中陸地面積為108.73平方千米，而水域面積為0.90平方千米。根據2020年美國人口普查的數據，當地共有人口3176人，而人口密度為每平方千米28.97人。